# Rapina (Marvel Comics)
Rapina ou (Deathbird no original), cujo nome verdadeiro é Cal'syee Neramani é uma personagem fictícia de histórias em quadrinho publicado pela editora Marvel Comics. Inicialmente apareceu como adversária da Capitã Marvel, mas logo foi transferida para as aventuras dos X-Men.
Rapina pertencem a uma raça alienígena humanóide Shi’ar, onde sua característica marcante são as garras pontudas nas pontas de suas asas. Ela conhecida por ser a irmã da imperatriz Lilandra Neramani, onde busca constantemente usurpar o seu trono. É também irmã de D’Ken, o primeiro representante governante dos Shi’ar